# 馬桶上的阿拉丁
《馬桶上的阿拉丁》是台灣作家風聆所著的輕小說作品。獲得第一屆台灣角川輕小說暨插畫大賞銀賞，插畫由獲得同賽插畫銅賞之kurudaz負責，自2009年6月出版第一冊，於2011年6月出版的第四冊完結。廣播劇由大人物藝術製作監製。

## 故事簡介
「恭喜您成為本馬桶的第一萬位使用者！」
只不過是在學校廁所拉屎，也能中大獎！仔細一聽，才發現屁股下的馬桶竟然會說話？
原來當年獲得神燈的阿拉丁將神燈變成無數小神燈，好讓自己的子孫擁有這股力量。可惜阿拉丁的子孫不知珍惜，為了一時方便將小神燈變成日常用品──當然也包括馬桶！這些神燈只要遇上第一萬名使用者，便有一定的能量實現擁有者的願望！只不過神燈精靈也不是有求必應，只要能量用盡便得再次摩擦神燈……呃，應該說是馬桶。
在認識藏身地理研究社的「神燈繼承者」之後，才發現擁有神燈並非完全都是好事。一件又一件的怪事不斷襲來，神秘人物口中的「公主」到底是誰？阿拉丁當年許下的願望又是什麼？

## 登場人物

### 主要人物
張曉果（配音員：鈕凱暘）
槐安高中三年三班，18歲，相貌與成績平平，是個不引人注意的類型。
神燈精靈阿摩尼亞的主人。張琦瑩的哥哥。
葉瑤依（配音員：張乃文）
槐安高中三年六班，校內五大美女之一。黑色及肩直髮。
雖然給人冰山美人的印象，但其實是位容易害羞的女孩。
地理研究社的第一號社員。在曉果加入前也是唯一的社員。
張琦瑩（配音員：許綾娟）
槐安高中一年二班，16歲，校內三大美女之一，綁著馬尾。
張曉果的妹妹，有男朋友。
楊文明（配音員：張騰）
槐安高中的地理老師，相當熱愛地理，同時也是地理研究社的指導老師。
丁南軻
槐安高中三年八班，喜歡張琦瑩，稱她為公主。
韓軒偉（配音員：余孟珂）
槐安高中三年三班，張曉果的死黨，外號色狼軒。
陳紹謙
槐安高中一年三班，張琦瑩的男友。

### 神燈精靈
阿摩尼亞（配音員：張騰）
張曉果的神燈精靈，外型為馬桶，擁有強烈的自我意識，會跟主人互嗆。
迴旋旅者
葉瑤依的神燈精靈，外表是個小丑。
白色莊園
楊文明的神燈精靈，外型是個有著地中海禿的大叔。

## 小說
| 中文版標題       | ISBN（台灣/香港）  | 初版發行      | ISBN（中國）       | 出版發行      | 封面           |
| ---------------- | ------------------ | ------------- | ------------------ | ------------- | -------------- |
| 馬桶上的阿拉丁 1 | ISBN 9789862371282 | 2009年6月13日 | ISBN 9787535640505 | 2010年11月1日 | 張琦瑩、張曉果 |
| 馬桶上的阿拉丁 2 | ISBN 9789862374566 | 2010年1月27日 |                    |               | 葉瑤依、張琦瑩 |
| 馬桶上的阿拉丁 3 | ISBN 9789862378250 | 2010年9月30日 |                    |               | 蕾芙蒂娜       |
| 馬桶上的阿拉丁 4 | ISBN 9789862871539 | 2011年6月30日 |                    |               | 張琦瑩、葉瑤依 |

## 資料來源
1. 1 2 3  . 人民网-动漫频道.   [2013-03-04]. （原始内容存档于2016-03-04）. （页面存档备份，存于）
2. ↑  . 21CN游戏频道.   [2013-03-04].[永久]
3. ↑  取自官網的作品簡介：台灣角川KADOKAWA， 「馬桶上的阿拉丁(1)」， 網址：http://www.kadokawa.com.tw/p1-products_detail.php?id=5354BLd2ALsqP63pH21kuDGshF1fZzDcDXACe6v5G8wt%5B%5D (檢索於2012年8月16日)。

## 外部連結
- 台灣角川第一屆輕小說暨插畫大賞 （页面存档备份，存于）、第一屆得獎作品 （页面存档备份，存于）
- icecream風聆的藏寶地圖(作者風聆的BLOG) （页面存档备份，存于）
- icecream風聆的小說盒(作者風聆的BLOG) （页面存档备份，存于）
- ~Midnight Dessert~(繪師kurudaz的BLOG) （页面存档备份，存于）
- 『動漫我要聽』《馬桶上的阿拉丁》特別篇廣播劇〈上〉 （页面存档备份，存于）
- 『動漫我要聽』《馬桶上的阿拉丁》特別篇廣播劇〈下〉 （页面存档备份，存于）
- 『動漫我要聽』youtube專訪風聆老師廣播影片
- 『動漫我要聽』youtube專訪Kurudaz老師廣播影片 （页面存档备份，存于）